# Wenta (karbonarska)
Wenta (vendita) – odpowiednik Loży wolnomularskiej w karbonaryzmie, w polskiej nomenklaturze używano również określenia namiot. Najwyższą władzą włoskiego karbonaryzmu była Alta Vendita (Wysoka Wenta). Tak samo nazywa się XIX-wieczny tekst, będący rzekomym planem infiltracji Kościoła katolickiego. Nazwę podstawowej jednostki karbonarskiej (vendita) wywodzi się od zwyczaju grupowej lub mafijnej zemsty (vendetta). Na terenach polskich z wentami związani byli m.in. Joachim Lelewel i Józef Zaliwski, którzy utworzyli na emigracji organizację Zemsta Ludu, a w Belgii współpracowali z wentami "Les Amis de la Vérité" i "Les Amis de la Sagesse".